# Vopisco Júlio Julo
Vopisco Júlio Julo (em latim: Vopiscus Iulius Iullus) foi um político da gente Júlia nos primeiros anos da República Romana eleito cônsul em 473 a.C. com Lúcio Emílio Mamerco, que já estava em seu terceiro mandato. Vopisco Júlio pertencia à nobre gente Júlia, uma das mais antigas e conhecidas gentes patrícias da Roma Antiga. Era filho de Caio Júlio Julo (cônsul em 489 a.C.), irmão de Caio Júlio Julo (cônsul em 482 a.C.) e pai dos irmãos Lúcio Júlio Julo (cônsul em 430 a.C.) e Sexto Júlio Julo (tribuno consular em 424 a.C.).

## Biografia
Vopisco Júlio Julo foi eleito cônsul em 473 a.C. juntamente com Lúcio Emílio Mamerco. Lívio, por outro lado, indica que seu par teria sido Opitero Vergínio Tricosto Esquilino.
Na falta de ações militares durante o mandato, os cônsules foram obrigados a enfrentar as questões sociais que afligiam Roma, especialmente um pedido para alocação de terras públicas para os cidadãos mais pobres. Por não fazê-lo, o tribuno da plebe Cneu Genúcio processou os dois cônsules do ano anterior, Aulo Mânlio Vulsão e Lúcio Fúrio Medulino. Porém, no dia combinado para o processo, o tribuno foi encontrado morto em sua casa, mas sem sinais de violência no cadáver. A sua ausência impediu o avanço do processo, que acabou anulado.
Logo depois, os dois cônsules realizaram um alistamento, mas, quando Volerão Publílio se recusou a ser arrolado como um simples legionário alegando já ter sido um centurião, uma revolta se iniciou. Os lictores foram surrados e os cônsules tiveram que se refugiar na Cúria. Eles abriram mão do alistamento e também de qualquer tipo de retaliação. As reclamações apresentadas depois ao Senado foram ignoradas, pois os senadores queriam evitar mais conflitos com a plebe.